# Karry Youyou
Karry Youyou – samochód osobowo-dostawczy typu mikrovan klasy subkompaktowej produkowany pod chińską marką Karry w latach 2009–2022.

## Historia i opis modelu

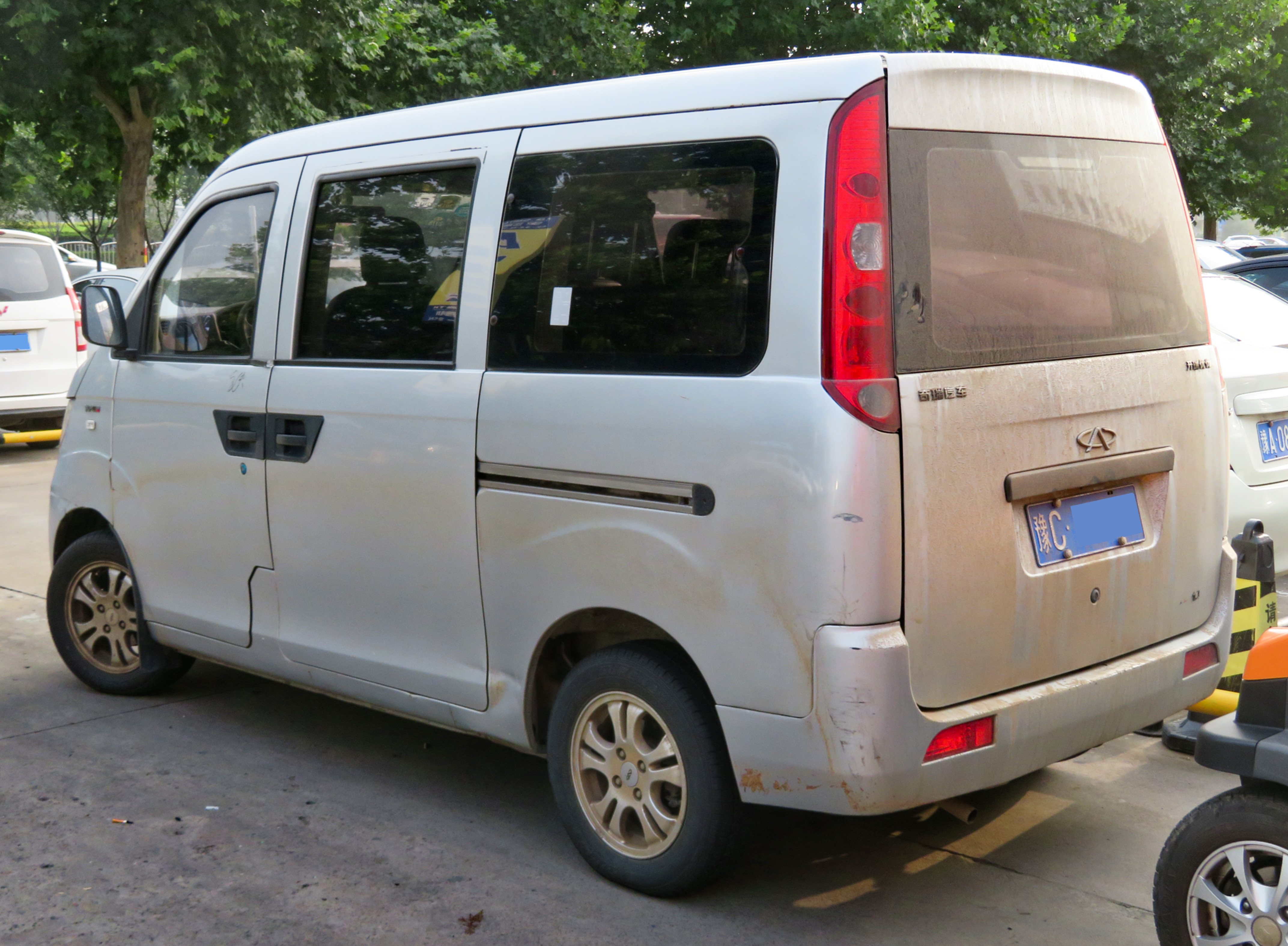
Karry Youyou – tył

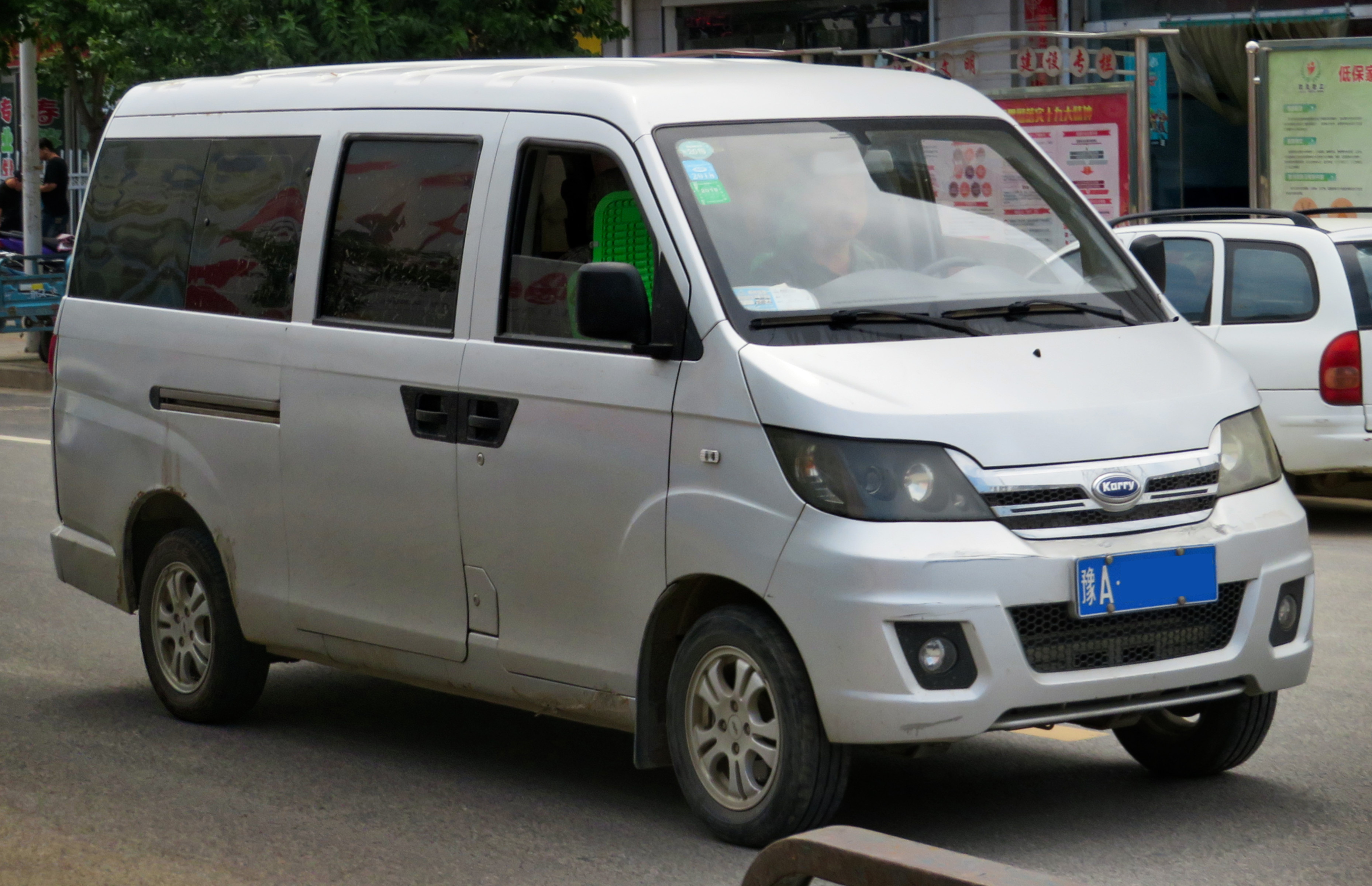
Karry Youyou po liftingu

W 2009 roku chiński koncern Chery Automobile rozpoczął rozbudowę swojej oferty wśród samochodów dostawczych, decydując się na utworzenie nowej podległej filii o nazwie Karry. Wiosną tego samego roku ofertę nowo powstałej marki utworzył nowy model o nazwie Youyou, który powstał w koncepcji niewielkiego, dwubryłowego mikrovana ze wzdłużnie umieszczonym silniką pod kabiną pasażerską.
Charakterystycznymi elementami stylizacji Karry Youyou zostało zaokrąglone nadwozie, z wąską i wysoką bryłą, w której zastosowano ostre linie dominujące w detalach nadwozia. Pas przedni wyróżniła charakterystyczna atrapa chłodnicy w kształcie litery „U”, z umieszczonym nad nią logo firmowym marki Karry.

### Lifting
W 2013 roku Karry Youyou przeszło kosmetyczną restylizację, która przyniosła inny wygląd pasa przedniego polegający na przeprojektowanym zderzaku i zmodyfikowanej osłonie wlotu powietrza, na którą przeniesiono logo firmowe Karry wraz z nakładkami imitującymi chrom.

### Youjin
Poza zabudowanym wariantem, który dostępny jest zarówno jako osobowy, przeszklony mikrovan oraz furgonetką z dużym przedziałem transportowym, ofertę skompletowała także odmiana pickup dostępna ze skrzyniową zabudową lub przeznaczona pod własną zabudowę, która otrzymała nazwę Karry Youjin.

### Sprzedaż
Sprzedaż Karry Youyou rozpoczęła się na rynku chińskim we wrześniu 2009 roku, poczynając od prowincji Zhengzhou. Samochód został również elementem ekspansji koncernu Chery Automobile na rynki globalne, trafiając do sprzedaży pod macierzystą marką w krajach Azji Wschodniej i Ameryki Południowej. Pod nazwą Chery Q22 pojazd zaoferowano m.in. w Peru, jako Chery Yo-Yo w Indonezji, z kolei jako Chery Awin – na Tajwanie.

### Silniki
- R4 1.0l
- R4 1.1l
- R4 1.2l

### Youyou EV

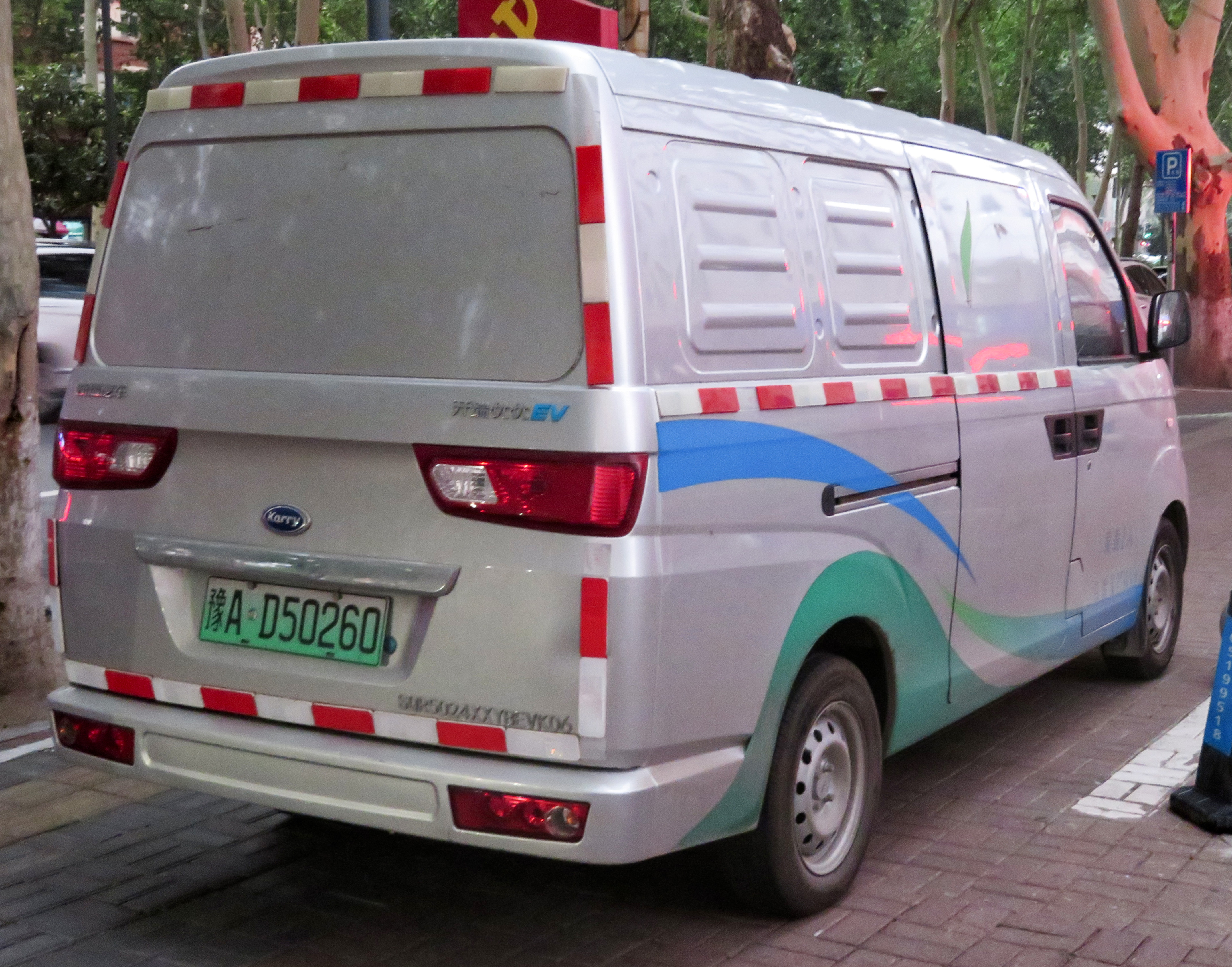
Karry Youyou EV – tył

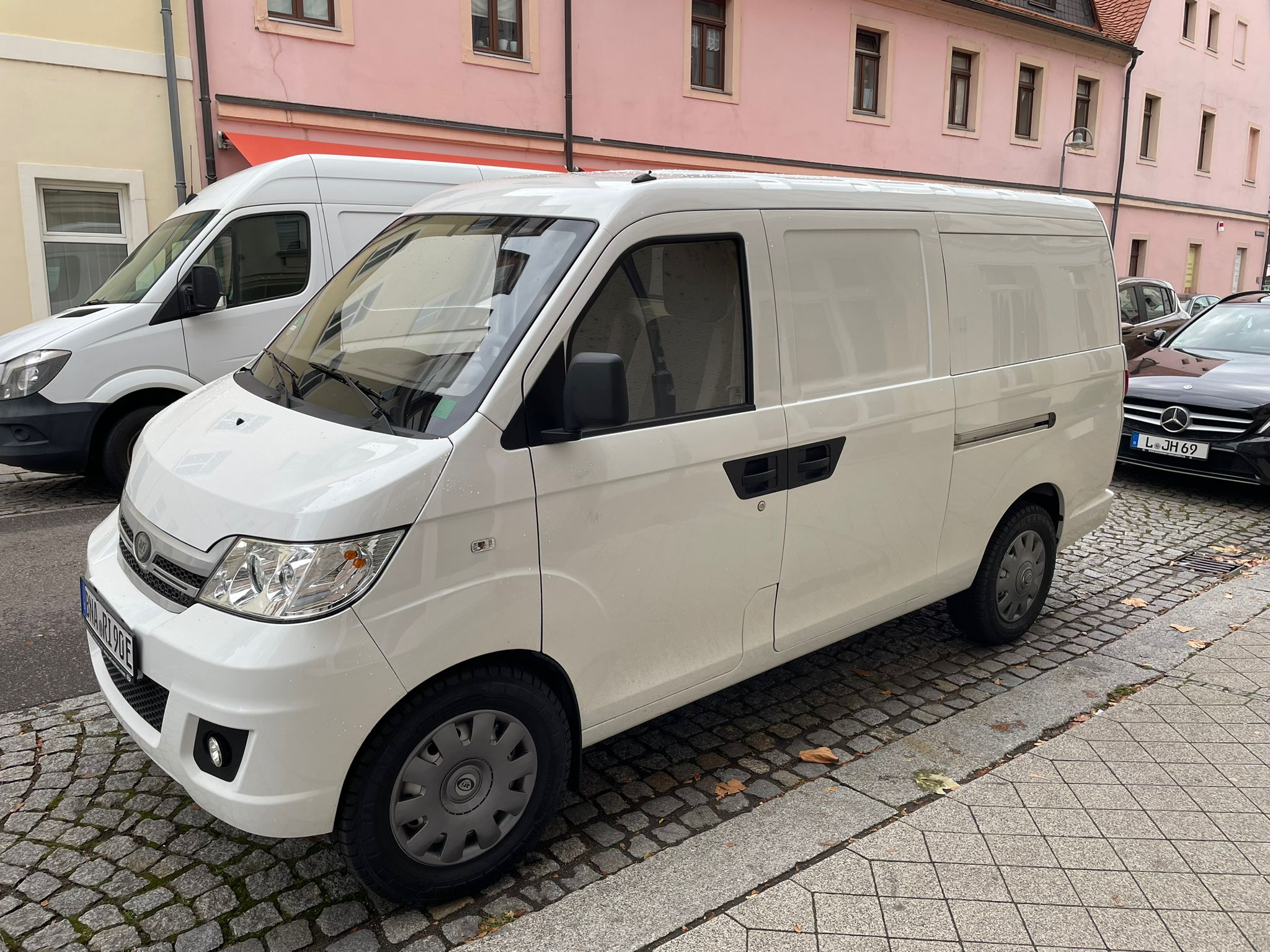
niemieckie ARI 901

Karry Youyou EV został przedstawiony po raz pierwszy w 2018 roku.
Niespełna dekadę po debiucie rynkowym Karry Youyou, producent zdecydował się wzbogacić ofertę wariantów napędowych o ten w pełni elektryczny Youyou EV. Jako bazę wybrano wydłużony wariant nadwozia w formie zabudowanej, dostawczej furgonetki, wyróżniający się inną stylizacją pasa tylnego z poziomymi zamiast pionowych lamp. Gamę nadwoziową wzbogaciło także podwozie do zabudowy.
Pod kątem wizualnym Karry Youyou EV zyskało kosmetyczne zmiany odróżniające go od spalinowego modelu, zyskując jedynie oznaczenia wersji elektrycznej oraz zaślepki w miejscu wlotów powietrza. W kabinie pasażerskiej w miejscu standardowej dźwigni zmiany biegów producent zamontował z kolei okrągły przełącznik trybów jazdy.

### Sprzedaż
Karry Youyou EV trafił do sprzedaży na rynku chińskim w maju 2018 roku, stanowiąc tam konkurencję dla systematycznie rozrastającej się oferty niewielkich, w pełni elektrycznych furgonetek lokalnej produkcji. W 2019 roku samochód wzbogacił ofertę niemieckiego producenta elektrycznych furgonetek ARI Motors, trafiając do sprzedaży jako ARI 901 jako największy model w ofercie.

### Dane techniczne
Karry Youyou EV napędzany jest przez silnik elektryczny o mocy 82 KM i rozwijający maksymalny moment obrotowy 180 Nm. Nabywcy uzyskali do wyboru dwie wielkości baterii trakcyjnej: mniejszą 34 kWh rozwijającą na jednym ładowaniu do 228 kilometrów oraz większą 40 kWh zdolną do przejechania na jednym ładowaniu do 260 kilometrów.